# Jan Nepomuk Mladota ze Solopisk
Johann Mladota von Solopisk, též Jan Nepomuk baron Mladota ze Solopisk (1. února 1845 Červený Hrádek – 4. září 1916 Červený Hrádek), byl rakouský šlechtic z rodu Mladotů ze Solopisk a politik z Čech, na konci 19. století poslanec Říšské rady.

## Biografie

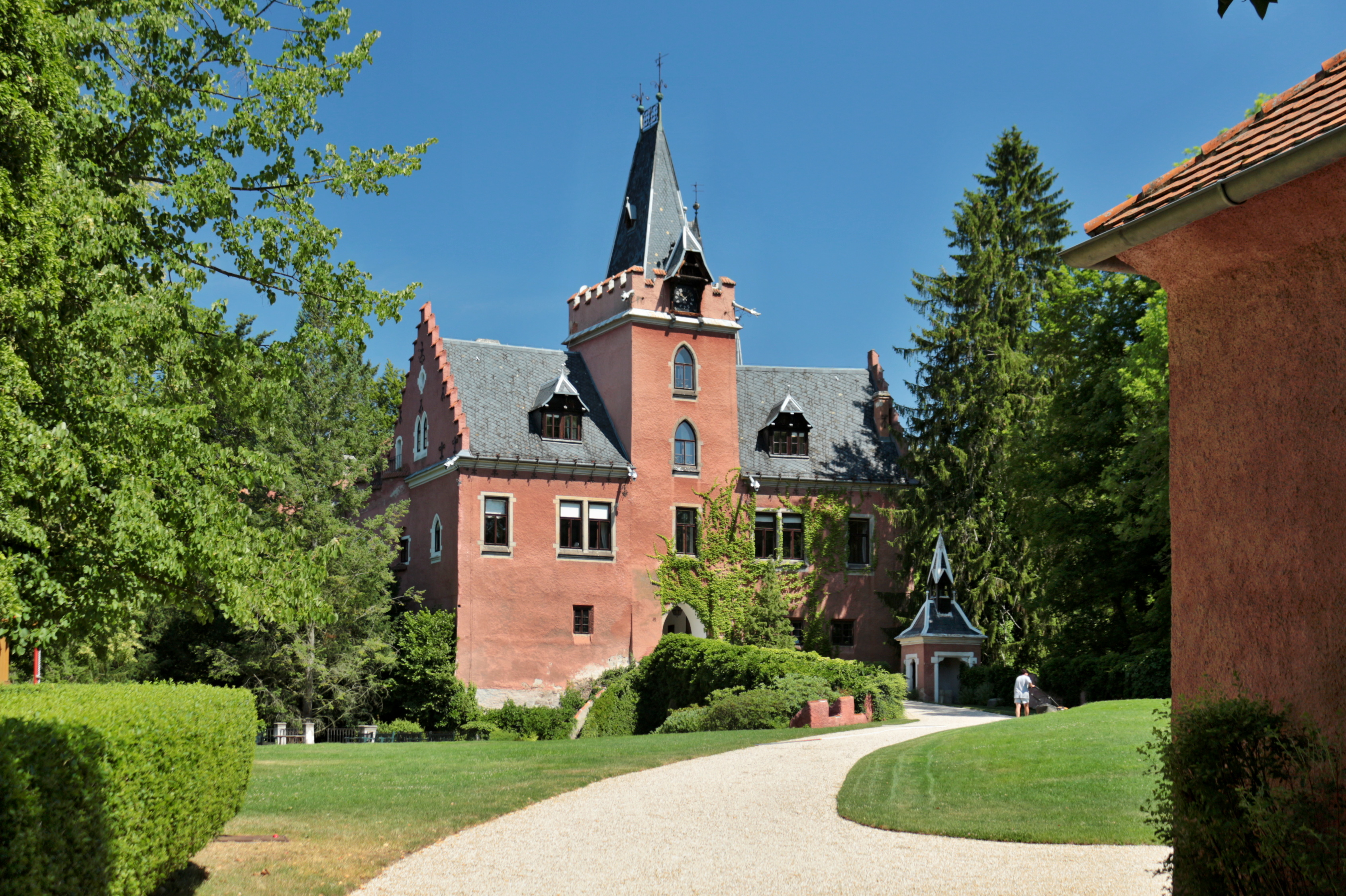
Zámek Červený Hrádek

Pocházel z českého šlechtického rodu Mladotů ze Solopisk. Byl majitelem statků Kosova Hora, Červený Hrádek a Dlouhá Lhota. Od roku 1881 měl titul komořího.
- V doplňovacích volbách roku 1877 byl zvolen na Český zemský sněm za kurii velkostatkářskou, svěřenecké velkostatky.[5] Mandát zde obhájil v řádných zemských volbách roku 1878.[6] Uvádí se jako ústavověrný velkostatkář (tzv. Strana ústavověrného velkostatku, centralistická a provídeňská, odmítající federalistické aspirace neněmeckých národností).[7][4]

Byl krátce i poslancem Říšské rady (celostátního parlamentu Předlitavska), kam usedl v doplňovacích volbách roku 1890 za kurii velkostatkářskou v Čechách. Nastoupil 10. prosince 1890. Ve volebním období 1885–1891 se uvádí jako svobodný pán Johann Mladota von Solopisk, statkář, bytem Kosova Hora (Amschelberg). Do parlamentu nastoupil místo zemřelého Kajetana Posselta.
Na Říšské radě je roku 1890 uváděn coby člen klubu Sjednocené německé levice, do kterého se spojilo několik ústavověrných (liberálně a centralisticky) orientovaných politických proudů.
V letech 1894-1896 pověřil svého chráněnce, studenta architektury na Vídeňské akademii výtvarných umění, Jana Kotěru přestavbou zámku Červený Hrádek. Kotěra pro Mladoty navrhl také rodinnou hrobku v nedaleké Kosově Hoře.
V Linci pojal 16. května 1878 za choť Luisu Beaulieu-Marconnay (1855–1938). Z manželství se narodilo pět dětí.
- Valpurga (25. 8. 1879 Dlouhá Lhota – 18. 1. 1889 Kosova Hora)
- Vojtěch (18. 7. 1882 Kosova Hora – 24. 2. 1889 tamtéž)
- Olivier (2. 5. 1884 Kosova Hora – 13. 9. 1937 Český Brod), tragicky zahynul, manž. 1913 Rosa von Lumbe (26. 11. 1889 Vídeň – 28. 3. 1977 Salcburk)[17]
- František (7. 7. 1887 Kosova Hora – 18. 1. 1889 tamtéž)
- Valentina Marie (11. 2. 1891 Linec – 9. května 1984 Landshut), I. manž. 1914 (rozv. 1921) Anton Codelli von Codellisberg (22. 3. 1875 Neapol – 26. 4. 1954 Ronco sopra Ascona), II. manž. 1922 Karl Lumbe z Malonic (16. 4. 1885 Cholín – 17. 10. 1967 Matzing)

Jan Nepomuk baron Mladota ze Solopisk zemřel na Červeném Hrádku po dlouhé nemoci v září 1916.